# Fwayo Tembo
Fwayo Tembo (* 2. Mai 1989 in Lusaka, Sambia) ist ein sambischer ehemaliger Fußballspieler.

## Karriere
Tembo ist in der Shantytown Mtendendere (Teil der Hauptstadt Lusaka) aufgewachsen und spielte dort beim Stadtviertelverein Edusport Lusaka Fußball. Im Januar 2006 unterschrieb er beim National Assembly FC in Lusaka. Ende 2007 verließ er Sambia und wechselte zu Étoile Sportive du Sahel in die tunesische Fußball-Meisterschaft.
Am 29. Mai 2010 unterschrieb Tembo beim FC Basel, wo er seit der Saison 2010/11 im Kader der 1. Mannschaft spielt.  Seine bevorzugte Position ist im Sturm, aber sein Trainer Thorsten Fink setzt ihm zu meist im Mittelfeld ein. Am 20. Juli 2010 gab er sein Debüt im St. Jakob-Park beim 3:2-Heimsieg gegen den FC Zürich. Sein erstes Tor erzielte er bei der 1:4-Heimniederlage gegen den FC Luzern am 14. August 2010 und sein erster Elfmeter verwertete er im Stade de Suisse am 10. April 2011 beim 3:3 gegen den BSC Young Boys. In der Saison 2010/2011 wurde Fwayo Tembo mit dem FC Basel Schweizer Meister.
Sein ehemaliger Verein Étoile Sportive du Sahel gab im Januar 2012 bekannt, dass Fwayo Tembo auf Leihbasis für ein Jahr nach Tunesien zurückkehren wird. Nach seiner Rückkehr nach Basel wurde er im Sommer 2012 zu Astra Giurgiu nach Rumänien transferiert. Nachdem er dort in der Saison 2012/13 noch fester Bestandteil des Teams gewesen war, kam er in der Spielzeit 2013/14 kaum noch zum Zuge und hatte somit nur geringen Anteil an der Vizemeisterschaft und dem Gewinn des rumänischen Pokals. Nach Ende der Saison 2014/15 war er ein Vierteljahr ohne Verein, ehe ihn Astra bis Jahresende 2015 erneut verpflichtete. Er kam nur dreimal zum Einsatz. Im April 2016 schloss er sich den Power Dynamos in seinem Heimatland an. Ein Leihgeschäft mit dem israelischen Erstligisten Hapoel Ra’anana endete im August 2016 bereits nach zwei Wochen. Seine letzte Saison spielte Tembo 2018/29 bei den Lusaka Dynamos.

## Titel und Erfolge
FC Basel
- Schweizer Meister: 2011
- Uhrencupsieger: 2011

Astra Giurgiu
- Rumänischer Pokalsieger: 2014